# Kardinaalrekenkunde
In de verzamelingenleer is kardinaalrekenkunde het geheel van regels over wiskundige bewerkingen tussen kardinaalgetallen. Deze bewerkingen betreffen de bekende operaties optellen, vermenigvuldigen en machtsverheffen, die uitgebreid worden tot de kardinaalgetallen. In tegenstelling tot het rekenen met ordinaalgetallen worden deze bewerkingen niet gedefinieerd via transfiniete inductie, maar door bewerkingen met verzamelingen. De optelling en de vermenigvuldiging blijken heel eenvoudig te zijn, maar over machtsverheffen in de Zermelo-Fraenkel-verzamelingenleer kunnen sterke uitspraken alleen worden gedaan onder de aanname van aanvullende axioma's.

## Definities
Het idee van kardinaalgetallen berust op het vergelijken van machtigheden. Met behulp van het keuzeaxioma kan bij elke verzameling {\displaystyle X} een ordinaalgetal van gelijke machtigheid gevonden worden en, vanwege zijn welgeorderdendheid, ook een kleinste ordinaalgetal, dat kardinaliteit of machtigheid van de verzameling wordt genoemd, aangeduid met {\displaystyle |X|}. De ordinaalgetalen die verschijnen als kardinaliteit, staan bekend als kardinaalgetalen; ze worden aangeduid met de Griekse letters {\displaystyle \kappa }, {\displaystyle \lambda }, {\displaystyle \mu }, enz., en de ordinaalgetalen met de eerste letters {\displaystyle \alpha }, {\displaystyle \beta }, enz. De eindige kardinaalgetalen zijn de natuurlijke getallen, de oneindige getallen kunnen worden opgesomd met de alef-getallen, d.w.z. de oneindige kardinaalgetalen zijn de {\displaystyle \aleph _{\alpha }}, waarbij {\displaystyle \alpha } door de ordinaalgetalen loopt.
Optelling
Voor het optellen van twee kardinaalgetallen {\displaystyle \kappa } en {\displaystyle \lambda } zoekt men twee disjuncte verzamelingen {\displaystyle X} en {\displaystyle Y} die ermee gelijkmachtig zijn, en definieert {\displaystyle \kappa +\lambda =|X\cup Y|}, dus als de machtigheid van de disjuncte vereniging.
Vermenigvuldiging
Voor het vermenigvuldigen van twee kardinaalgetallen  {\displaystyle \kappa } en {\displaystyle \lambda } zoekt men twee verzamelingen {\displaystyle X} en {\displaystyle Y} die ermee gelijkmachtig zijn, en definieert {\displaystyle \kappa \cdot \lambda =|X\times Y|}, dus als de machtigheid van het cartesisch product.
Machtsverheffing
Voor het machtsverheffen van twee kardinaalgetallen  {\displaystyle \kappa } en {\displaystyle \lambda } zoekt men twee verzamelingen {\displaystyle X} en {\displaystyle Y} die ermee gelijkmachtig zijn, en definieert {\displaystyle \kappa ^{\lambda }=|X^{Y}|}, dus als de machtigheid van de verzameling van alle functies van {\displaystyle X} naar {\displaystyle Y}.
Men kan bewijzen dat de bovengenoemde definities niet afhankelijk zijn van de keuze van de verzamelingen {\displaystyle X} en {\displaystyle Y}. Aangezien {\displaystyle \kappa } en {\displaystyle \lambda } zelf verzamelingen zijn, kan men ook eenvoudig schrijven
- {\displaystyle \kappa +\lambda =|(\kappa \times \{0\})\cup (\lambda \times \{1\})|}
- {\displaystyle \kappa \cdot \lambda =|\kappa \times \lambda |}
- {\displaystyle \kappa ^{\lambda }=|\kappa ^{\lambda }|},

maar de gegeven definities zijn flexibeler in het gebruik. Verder is het gemakkelijk in te zien dat de zo gedefinieerde bewerkingen voor eindige kardinaalgetallen, dat wil zeggen voor natuurlijke getallen, overeenkomen met de bekende bewerkingen.
Oneindige sommen
De boven gedefinieerde optelling kan uitgebreid worden tot oneindige sommen. Voor een familie kardinaalgetallen {\displaystyle (\kappa _{i})_{i\in I}} is de som
{\displaystyle \sum _{i\in I}\kappa _{i}=\left|\bigcup _{i\in I}X_{i}\right|},
waarin de {\displaystyle X_{i}} paarsgewijze disjunct zijn en {\displaystyle X_{i}} gelijkmachtig is met {\displaystyle \kappa _{i}}, bijvoorbeeld {\displaystyle X_{i}=\kappa _{i}\times \{i\}}.
Oneindige producten
Ook de vermenigvuldiging kan uitgebreid worden tot oneindige producten. Voor een familie kardinaalgetallen {\displaystyle (\kappa _{i})_{i\in I}} is het product
{\displaystyle \prod _{i\in I}\kappa _{i}=\left|\prod _{i\in I}X_{i}\right|},
waarin {\displaystyle X_{i}} gelijkmachtig is met {\displaystyle \kappa _{i}} en het product in het rechterlid het cartesisch product is.
Ook de laatste twee definities zijn onafhankelijk van de keuze van de verzamelingen {\displaystyle X_{i}}, en dus welgedefinieerd.

## Eigenschappen
Optelling en vermenigvuldiging blijken voor oneindige kardinaalgetallen  triviale bewerkingen te zijn, immers:
- Als de kardinaalgetallen {\displaystyle \kappa } en {\displaystyle \lambda } ongelijk zijn aan 0 en minstens een van beide is oneindig, dan is

{\displaystyle \kappa +\lambda =\kappa \cdot \lambda =\max\{\kappa ,\lambda \}},
of met alef-getallen:
{\displaystyle \aleph _{\alpha }+\aleph _{\beta }=\aleph _{\alpha }\cdot \aleph _{\beta }=\aleph _{\max\{\alpha ,\beta \}}}
voor alle ordinalgetallen {\displaystyle \alpha } en {\displaystyle \beta }.
- Als {\displaystyle \lambda } een oneindig kardinaalgetal is en de kardinaalgetallen {\displaystyle \kappa _{i}} voor {\displaystyle i<\lambda } ongelijk zijn aan 0, dan is

{\displaystyle \sum _{i<\lambda }\kappa _{i}=\lambda \cdot \sup\{\kappa _{i};\,i<\lambda \}}
- Voor de kardinaalgetallen {\displaystyle \lambda } en {\displaystyle \kappa _{i}>0} ({\displaystyle i\in I}) gelden de te verwachten regels:

{\displaystyle \prod _{i\in I}\kappa _{i}^{\lambda }=\left(\prod _{i\in I}\kappa _{i}\right)^{\lambda }}
en
{\displaystyle \prod _{i\in I}\lambda ^{\kappa _{i}}=\lambda ^{\sum _{i\in I}\kappa _{i}}}
- Som en product staan door de Stelling van König in betrekking tot elkaar, wat tot belangrijke ongelijkheden leidt.

## Machtsverheffing
De machtsverheffing van kardinaalgetallen blijkt veel interessanter te zijn, omdat het de vraag oproept naar aanvullende axioma's van de verzamelingenleer. Zelfs de voor de hand liggende vraag of {\displaystyle 2^{\aleph _{0}}=\aleph _{1}}, de zogenaamde continuümhypothese, kan niet worden beslist met behulp van Zermelo-Fraenkel-verzamelingenleer. In het nu volgende is het doel een gesloten uitdrukking of een macht met kleinere kardinaalgetallen voor {\displaystyle \kappa ^{\lambda }} te vinden. De situatie, die op het eerste gezicht verwarrend lijkt vanwege het onderscheid tussen de verschillende gevallen, wordt vereenvoudigd als men extra axioma's toevoegt aan de verzamelingenleer. Eerst worden de belangrijke machten van twee besproken en vervolgens de algemene machten.

### Continuumfunctie
De machten van twee, {\displaystyle 2^{\kappa }}, met als basis {\displaystyle 2=\{0,1\}} zijn machtigheden van machtsverzamelingen, omdat de afbeelding {\displaystyle 2^{\kappa }\to {\mathcal {P}}(\kappa )\colon f\mapsto \{\alpha |f(\alpha )=1\}} duidelijk een bijectie is van {\displaystyle 2^{\kappa }} naar de machtsverzameling {\displaystyle {\mathcal {P}}(\kappa )} van {\displaystyle \kappa }. De functie {\displaystyle \kappa \mapsto 2^{\kappa }} wordt ook wel de continuümfunctie genoemd.
In het volgende is {\displaystyle \operatorname {cf} (\kappa )} de zogenaamde cofinaliteit van het kardinaalgetal {\displaystyle \kappa }, en {\displaystyle \kappa ^{<\lambda }} het supremum over alle {\displaystyle \kappa ^{\mu }} met {\displaystyle \mu <\lambda }, waarin {\displaystyle \lambda } een alef-getal is. Dan geldt:
- voor kardinaalgetallen {\displaystyle \kappa <\lambda } is {\displaystyle 2^{\kappa }\leq 2^{\lambda }};
- voor oneindige kardinaalgetallen {\displaystyle \kappa } is {\displaystyle \kappa <\operatorname {cf} (2^{\kappa })};
- voor alef-getallen {\displaystyle \kappa } is {\displaystyle 2^{\kappa }=(2^{<\kappa })^{\operatorname {cf} (\kappa )}}.

Met behulp van de zogenaamde gimelfunctie {\displaystyle \gimel (\kappa )=\kappa ^{\operatorname {cf} (\kappa )}} kunnen nog eenvoudiger uitdrukkingen voor machten van twee gevonden worden:
- {\displaystyle 2^{\kappa }=\gimel (\kappa )} voor opvolgerkardinaalgetallen {\displaystyle \kappa };
- {\displaystyle 2^{\kappa }=2^{<\kappa }\cdot \gimel (\kappa )} voor alef-getallen, als de continuümfunctie beneden {\displaystyle \kappa } uiteindelijk constant wordt.
- {\displaystyle 2^{\kappa }=\gimel (2^{<\kappa })} voor alef-getallen, als de continuümfunctie beneden {\displaystyle \kappa } uiteindelijk niet constant wordt.

Dat de continuümfunctie beneden {\displaystyle \kappa } uiteindelijk constant wordt, houdt in dat er een {\displaystyle \lambda } is waarvoor {\displaystyle 2^{\mu }} constant is voor alle {\displaystyle \lambda <\mu <\kappa }.
Uit de Stelling van König volgt nog voor elk kardinaalgetal {\displaystyle \kappa } de ongelijkheid {\displaystyle \gimel (\kappa )>\kappa }.